# Russian dressing

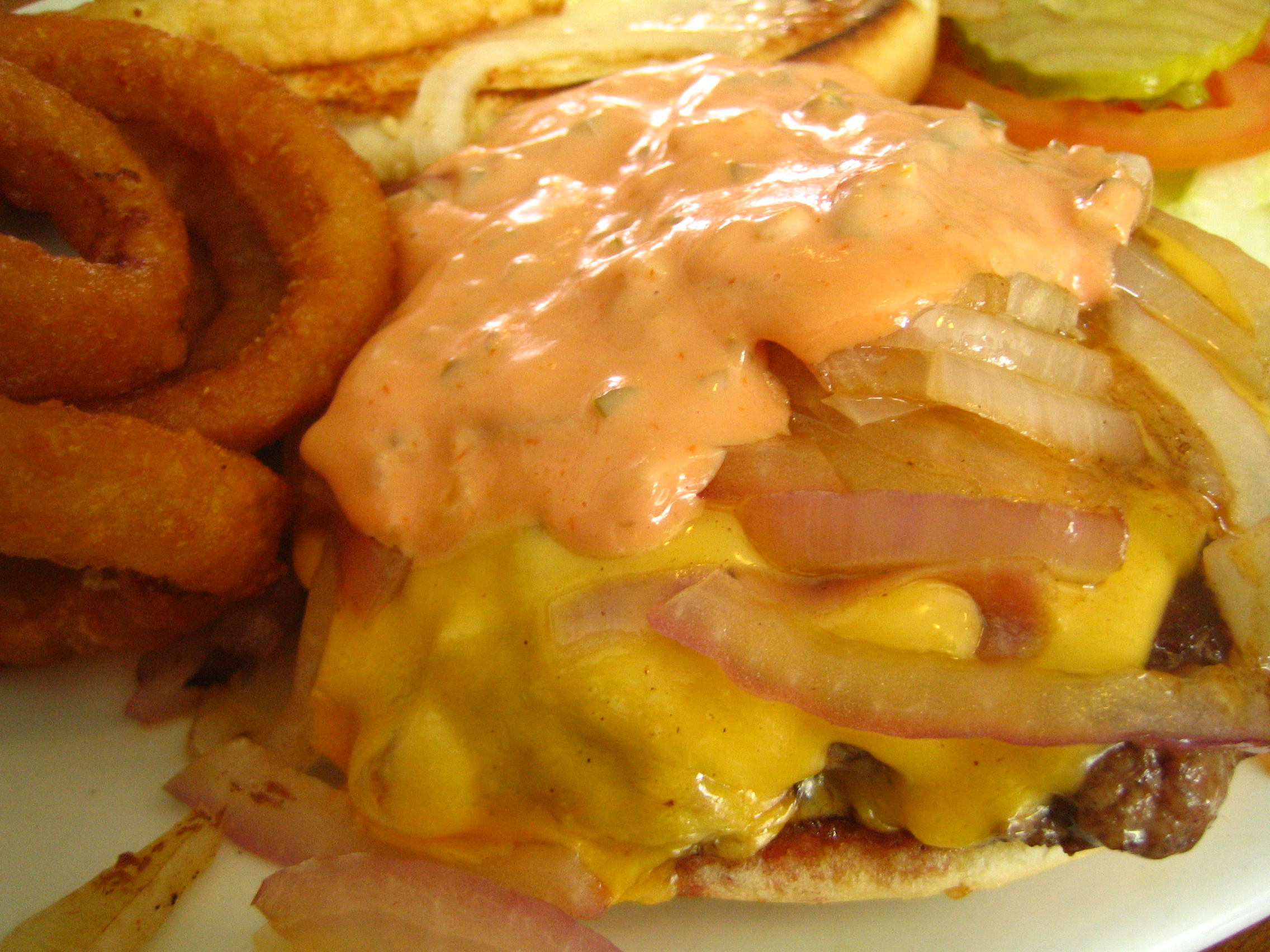
Foto de hamburguesa cubierta con cebolla asada, queso y aderezo ruso.

El Russian dressing (denominado en castellano como aliño ruso) es un aliño de ensalada muy típico de la cocina estadounidense compuesto a base de mayonesa o yogur con kétchup, rábano, pimientos y cebolleta así como otras especias según gusto del cocinero o del lugar donde se haga. El nombre proviene de que en un principio uno de los ingredientes era el caviar, típicamente relacionado con Rusia.
Es el principal condimento de los sándwiches Reuben. La salsa mil islas (thousand island dressing) es una variante suya.